# 杉村清子
杉村 清子（すぎむら せいこ）は、日本の陸上競技（短距離走、走幅跳）選手。1940年代末から50年代初頭にかけて活躍。第1回アジア大会（1951年）で3つの金メダル（個人2、リレー1）を挙げ、1952年ヘルシンキオリンピックの有力選手と目されたが、合宿中に病に倒れて闘病生活を余儀なくされた。

## 経歴
1949年の日本陸上競技選手権大会の走幅跳で優勝（当時の所属は高井メリヤス）。
日本女子体育大学に入学。1950年7月、日本学生陸上競技対校選手権大会女子走幅跳で、5m86と日本学生記録を更新。1950年8月、日本学生東西対抗陸上競技大会に参加し、女子100m走で戦前の人見絹枝に並ぶ12秒2の日本記録タイ記録を出したほか、女子200m走の初代日本学生記録（26秒0）を残す。1950年10月の日本陸上競技選手権大会で走幅跳2連覇を達成した。
1951年3月、ニューデリーで開催された第1回アジア競技大会に出場。100m（12.6秒）、走幅跳（5m91）で優勝し、4×100mリレー（岡本貴美子、佐藤妙子、吉川綾子と出場）でも金メダルを獲得。
1951年の日米対抗陸上競技大会では、女子100m走で12秒2の日本記録タイ記録を2度にわたって出したあと、8月16日の日米陸上競技宮城大会で12秒1を出し、日本記録を更新した（この記録は10月30日に吉川綾子が12秒0で更新している）。また、一連の日米対抗競技の中で、自己の保持する200mの学生記録を25秒7に、走幅跳びの学生記録を6m05に、それぞれ伸ばした。
1952年ヘルシンキオリンピック代表候補に選ばれていたが、1951年9月、オリンピック強化合宿中に病気に倒れた（結核に罹患したという）。生死をさまよい9か月間入院。1954年、日本女子体育大学卒業。

## 栄誉
- 1951年 - 日本スポーツ賞（読売新聞社）受賞[1]
- 1951年 - 朝日スポーツ賞（朝日新聞社）受賞[1]